# Корпуана венесуельська
Корпуа́на венесуельська (Asthenes coryi) — вид горобцеподібних птахів родини горнерових (Furnariidae). Ендемік Венесуели. Вид названий на честь американського орнітолога Чарльза Барні Корі.

## Поширення і екологія
Венесуельські корпуани мешкають у горах Кордильєра-де-Мерида на північному заході Венесуели, в штатах Тачира, Медира і Трухільйо. Вони живуть на узліссях вологих тропічних лісів, у високогірних чагарникових заростях та на високогірних луках парамо. Зустрічаються на висоті від 2800 до 4100 м над рівнем моря.